# Shavez Hart
Pour les articles homonymes, voir Hart.
Shavez Hart, né le 6 septembre 1992 aux îles Abacos et mort le 3 septembre 2022 dans le district de North Abaco aux Bahamas, est un athlète bahaméen, spécialiste du sprint.

## Biographie
Ses meilleurs temps sont :
- 100 m, 10 s 16 (+ 1,2 m/s) à Morelia le 5 juillet 2013
- 200 m, 20 s 80 à El Paso, qu'il améliore ensuite.

Lors des Championnats d'Amérique centrale et des Caraïbes d'athlétisme 2013 à Morelia, Shavez Hart bat à deux reprises le record national du relais 4 × 100 m, en série et en finale, avec ses compatriotes Adrian Griffith, Jamial Rolle, Trevorvano Mackey et lui-même en dernier relayeur, d'abord en 38 s 92, puis en 38 s 77.
Le 20 mars 2016, Shavez Hart devient vice-champion du monde en salle avec ses coéquipiers du relais 4 x 400 m lors des championnats du monde en salle de Portland en 3 min 4 s 75, derrière les États-Unis (3 min 2 s 45) mais devant Trinité-et-Tobago (3 min 5 s 51).
Le 3 septembre 2022, il est assassiné par balles sur le parking d'une boîte de nuit de Mount Hope dans le district de North Abaco aux Bahamas lors d'une altercation. Il avait 29 ans.

## Palmarès
| Date | Compétition                                      | Lieu     | Résultat | Épreuve   | Temps         |
| ---- | ------------------------------------------------ | -------- | -------- | --------- | ------------- |
| 2011 | Championnats panaméricains juniors               | Miramar  | 3e       | 4 × 100 m | 40 s 26       |
| 2011 | Championnats panaméricains juniors               | Miramar  | 3e       | 4 × 400 m | 3 min 14 s 96 |
| 2013 | Championnats d'Amérique centrale et des Caraïbes | Morelia  | 4e       | 100 m     | 10 s 23       |
| 2013 | Championnats d'Amérique centrale et des Caraïbes | Morelia  | 1er      | 4 × 100 m | 38 s 77       |
| 2016 | Championnats du monde en salle                   | Portland | 2e       | 4 × 400 m | 3 min 04 s 75 |
| 2017 | Relais mondiaux de l'IAAF                        | Nassau   | 5e       | 4 x 200 m | 1 min 22 s 36 |

## Records
| Épreuve              | Performance | Lieu            | Date            |
| -------------------- | ----------- | --------------- | --------------- |
| 60 mètres (en salle) | 6 s 65      | College Station | 15 février 2014 |
| 100 mètres           | 10 s 10     | Waco            | 18 avril 2015   |
| 200 mètres           | 20 s 23     | Starkville      | 16 mai 2015     |